# Лоренцо Борис Якович
Борис Якович Лоренцо (1879 — 1940, Одеса) — театральний діяч, педагог, театральний критик.

## Біографія
Б. Я. Лоренцо (Геніс) народився в 1879 році.
Разом з колишнім актором театру В. Коміссаржевської Андрієм Івановичем Аркадьєвим  (1867 — 1923) відкрив в Одесі театральну студію. .
Серед випускників студії —  кінорежисер Ісідор Анненський..
У Свердловському театральному технікумі викладав майстерність актора, завідував навчальною частиною .
В 1938  — 1939 роках був художнім керівником Одеського театрального училища ,.
Співавтор сценарію кінострічки «Шведський сірник» (1922). Знявся у кінокартині «Оповідання про сімох повішених» (1920). 
Є одним із засновників Одеської філармонії.
Був керівником одеських кіноконкурсів у 1920—1930 рр.
Пішов з життя у 1940 році в Одесі.